# Șceaslîvțeve, Henicesk
Șceaslîvțeve (în ucraineană Щасливцеве) este localitatea de reședință a comunei Șceaslîvțeve din raionul Henicesk, regiunea Herson, Ucraina.

## Demografie
Componența lingvistică a localității Șceaslîvțeve
     Rusă (55,92%)
     Ucraineană (24,98%)
     Tătară crimeeană (4,24%)
     Alte limbi (0,55%)
Conform recensământului din 2001, majoritatea populației localității Șceaslîvțeve era vorbitoare de rusă (55,92%), existând în minoritate și vorbitori de ucraineană (24,98%) și tătară crimeeană (4,24%).